# Lema (rječnička natuknica)
Rječnička natuknica ili lema je osnovna riječ u rječniku, leksikonu i sl. koja se objašnjava, definira itd. i s kojom započinje članak takve knjige. Ona je naslovna riječ leksikografskoga članka kojim se određuje opseg i narav budućega rječnika.
Što je izbor natuknica ili lema (dakle abecedarij) jasnije definiran i podrobnije predviđena obradba svake pojedine natuknice, to će se leksikografski posao moći odvijati ravnomjernije i predvidljivije.Osobito kada je riječ o općim i školskim rječnicima, valja unaprijed odrediti koliko će se uz natuknicu donijeti gramatičkih, fonetskih (fonemska i prozodijska razina), eventualno etimoloških i dr. obavijesti. U tumačenju značenja riječi (natuknica) bitno je unaprijed odlučiti se za određeni tip klasifikacije značenja (prema povijesnom, logičkom ili kakvu drugom redoslijedu); same definicije mogu biti vrlo iscrpne ili pak sumarne, ali je poželjno da se kroz cijelo djelo primijeni isti tip definicija.
Natuknica je apstraktni predstavnik cijele paradigme riječi koja, ovisno o jezicima, može obuhvaćati više desetaka ili više stotina funkcionalnih oblika. No unatoč i najčvršćim načelima ni jedan rječnik ne može izbjeći određenu arbitrarnost i neizvjesnost dosega što zbog kolebanja između nedostižne iscrpnosti te praktičkih i materijalnih ograničenja, što pak zato što opseg članaka može znatno varirati ovisno o autorovoj volji. 

## Vanjske poveznice
- Hrvatski jezični portal